# HöSi

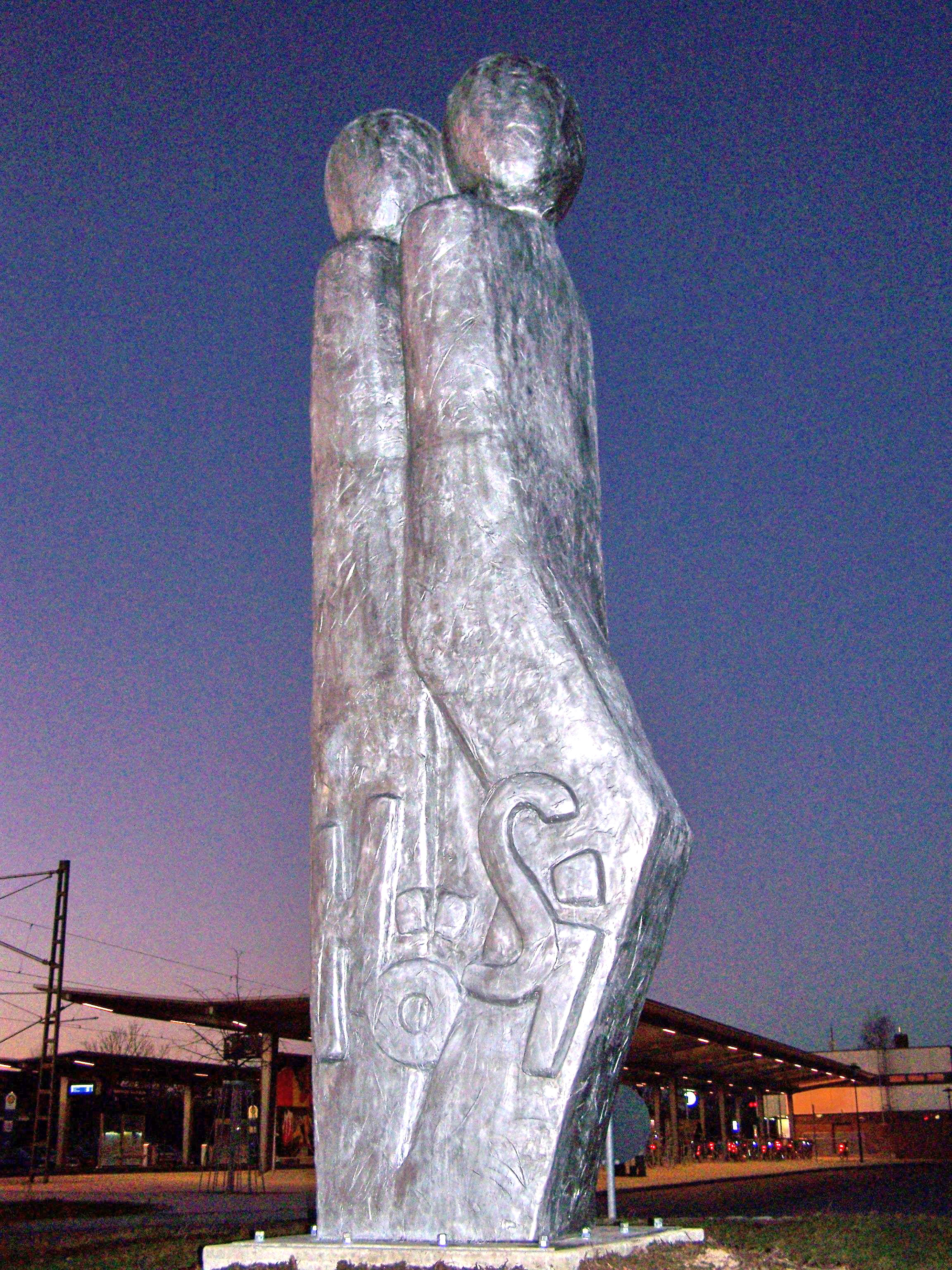
HöSi, Skulptur von Waltraud Kurz

„HöSi“ ist eine moderne Skulptur in der Gemeinde Höhenkirchen-Siegertsbrunn im Landkreis München, die am 7. Januar 2007 eingeweiht wurde.

## Beschreibung
Die Skulptur ist ungefähr fünf Meter hoch und besteht aus Aluminium. Sie steht in der Mitte eines Rondells direkt am Bahnhof, wo sie Einheimische und Touristen in der Gemeinde begrüßt. Der „HöSi“ soll die zwei Ortsteile Höhenkirchen und Siegertsbrunn symbolisieren. Zwei Menschen stehen zwar Rücken an Rücken, haben aber eine gemeinsame Blickrichtung. An ihrem Fuß ist in knapp ein Meter hohen Buchstaben das Kürzel der beiden Ortsnamen eingearbeitet, das mittlerweile zum Namen der Skulptur avancierte. „HöSi“ ist ein Werk der in der Gemeinde ansässigen Künstlerin Waltraud Kurz (* 12. Januar 1954 im Landkreis Altötting).

## Konstruktion
Ursprüngliche Planungen sahen eine sieben Meter hohe Statue aus Bronze vor. Als sich im Umfeld Protest auftat, wurde die Höhe auf fünf Meter reduziert und das Kunstwerk in kostengünstigerem Aluminium verwirklicht. Waltraud Kurz modellierte die Statue zuerst in Gips. Von diesem 1:1-Modell wurde eine Negativform hergestellt, die – in 20 Einzelteile aufgeteilt – anschließend mit flüssigem Aluminium ausgegossen wurde. Nach dem Zusammenschweißen der einzelnen Segmente wurde die Oberfläche noch ziseliert.

## Fertigstellung und Einweihung
Bei HöSis Einweihung mit einer Feuershow am Abend des 7. Januar 2007 wurde auch das Kulturjahr der Gemeinde Höhenkirchen-Siegertsbrunn eröffnet.

## Kritik
HöSi ist vor Ort umstritten. Die Auswahl des Kunstwerks, der Aufstellungsort sowie der nach Ansicht der Kritiker infantile Name fanden ebenso Missfallen, wie die Art der Finanzierung.